# Latisha McCrudden
Latisha McCrudden (nascuda el 2005) és una activista irlandesa, estudiant de dret i defensora dels drets de la comunitat traveller irlandesa. Amb només dinou anys, s'ha convertit en una veu destacada en la lluita per la igualtat i la inclusió social, especialment pel que fa a l'educació, els drets de les dones i la salut mental.

## Educació i trajectòria acadèmica
Latisha McCrudden és una de les poques persones travellers irlandeses que cursen estudis de tercer nivell. Està en el segon any de la seva carrera en dret a la Universitat de Galway, havent obtingut 550 punts al seu Leaving Certificate. Ha destacat acadèmicament des del començament, obtenint qualificacions excel·lents al seu Junior Certificate i rebent diversos reconeixements com el National Traveller Pride Education Award i els National Garda Youth Awards.

## Activisme i participació social
Latisha és membre activa de diverses organitzacions, com el Irish Traveller Movement Youth Forum, el Minceirs Whiden Youth Forum i el National Women's Council of Ireland. A la Universitat de Galway, exerceix diversos rols de lideratge, com a presidenta de la Politics Society, vicepresidenta de la Minceirs Whiden Society i representant de segon any de la Law Society. Ha parlat en nombroses ocasions al Dáil Éireann sobre diversitat i inclusió, denunciant la discriminació que encara pateix la comunitat traveller. Latisha també col·labora amb el projecte nacional CERV, que estudia l'impacte de la pandèmia de la Covid-19 en la infància d'Irlanda.

## Experiències personals
Latisha ha compartit obertament la seva experiència creixent com a traveller en un entorn escolar que sovint es va sentir hostil. Va patir aïllament, assetjament i discriminació racial. Malgrat aquestes dificultats, ha utilitzat la seva determinació per superar aquestes barreres i convertir-se en una defensora de la inclusió educativa per a la comunitat traveller.
També ha afrontat desafiaments personals relacionats amb la salut. Des de petita, va patir migranyes que van portar al diagnòstic d'una displàsia fibrosa, una malaltia que debilita els ossos. Tot i això, ha seguit practicant karate, on ha assolit el nivell de cinturó negre, considerant aquest esport una eina fonamental per superar dificultats emocionals.

## Futur polític
Latisha ha expressat la seva intenció de presentar-se a les eleccions locals del 2028, centrant la seva campanya en temes com la salut mental, els drets de les dones i la inclusió de la comunitat traveller.
Latisha McCrudden defensa:
- La inclusió de la cultura i el patrimoni traveller en el currículum escolar irlandès.
- L'eliminació del racisme i la discriminació dins de les escoles.
- Suports addicionals per a estudiants travellers, com transport, recursos educatius i ajuts digitals.
- La necessitat d'integrar una major diversitat i inclusió en la societat irlandesa.

## Inspiració personal
Latisha cita sovint Martin Luther King: «Les nostres vides comencen a acabar el dia que callem sobre les coses que importen». Aquest principi ha guiat el seu compromís per donar veu a les comunitats marginades i fomentar el canvi social.

## Premis i reconeixements
- National Traveller Pride Education Award
- National Garda Youth Awards
- Diversos reconeixements en programes com BT Young Scientist, Scifest i el Climate Ambassador Program of Ireland.